# Rhyacia signata
Rhyacia signata là một loài bướm đêm trong họ Noctuidae.